# Rebecca Smith (football)
Pour les articles homonymes, voir Rebecca Smith.
Rebecca Katie Smith, née le 17 juin 1981 à Los Angeles (États-Unis), est une joueuse internationale néo-zélandaise néo-zélandaise de football évoluant au poste de défenseur (74 sélections et 6 buts).

## Biographie
Rebecca Smith fait partie du groupe néo-zélandais éliminé au premier tour de la Coupe du monde de football féminin 2007.
Smith participe avec la sélection néo-zélandaise aux Jeux olympiques de 2008, jouant tous les matchs de groupe. Elle participe à la Coupe du monde de football féminin 2011, marquant un but lors du dernier match de groupe contre le Mexique.
En club, Rebecca Smith évolue en Allemagne au 1. FFC Francfort en 2004 et au FSV Francfort en 2005. Elle part ensuite en Suède, jouant de 2006 à 2008 sous les couleurs du Sunnanå SK. Elle rejoint ensuite l'Australie en 2008 avec les Newcastle United Jets. Elle fait son retour en Allemagne l'année suivante en s'engageant avec le VfL Wolfsbourg.